# Sant'Andréa-di-Cotone
Sant'Andréa-di-Cotone är en kommun i departementet Haute-Corse på ön Korsika i Frankrike. Kommunen ligger i kantonen Campoloro-di-Moriani som tillhör arrondissementet Bastia. År 2022 hade Sant'Andréa-di-Cotone 197 invånare.

## Befolkningsutveckling
Antalet invånare i kommunen Sant'Andréa-di-Cotone
Referens:INSEE